# Радзевский, Геннадий Антонович
Генна́дий Анто́нович Радзевский (род. 14 июля 1949, Порккала-Удд, Финляндия) — российский военно-морской деятель, вице-адмирал (12.06.1999).

## Биография
Все свое детство провел на военной базе ВМФ СССР на территории Финляндии.
Окончил штурманский факультет Высшего военно-морского училища имени М. В. Фрунзе (1966—1971), Высшие специальные офицерские классы ВМФ (1979—1980), Военно-морскую академию имени Маршала Советского Союза А. А. Гречко с отличием (1985—1987), Военную академию Генерального штаба Вооружённых Сил Российской Федерации (1993—1995).
Службу в Вооруженных силах СССР начал командиром БЧ-1, 4, РТС морского тральщика «МТ-486» проекта 254 (1971).
Затем служил помощником командира (1971—1972) и командиром (1972—1974), базового тральщика «БТ-360» проекта 1253В 94-й бригады тральщиков Таллинской военно-морской базы Балтийского флота.
В 1974 году назначен командиром тральщика «Контр-адмирал Хорошхин» проекта 266М, затем — командиром гвардейского тральщика Т-205 «Гафель» проекта 266 Балтийского флота. В 1974 году ему досрочно присвоили звание капитан-лейтенанта.
С 1976 года — старший помощник командира эсминца «Спешный» (проекта 56) 12-й дивизии кораблей противолодочной обороны, с августа 1979 года — командир эсминца «Настойчивый» 12-й дивизии ракетных кораблей. С 1982 года по 1995 гг. служил командиром сторожевого корабля «Дружный» проекта 1135 12-й дивизии ракетных кораблей.
После окончания Военно-морской академии служил начальником штаба 128-й бригады кораблей противолодочной обороны 12-й дивизии ракетных кораблей, начальником штаба, а с 1989 года — командиром 32-й дивизии кораблей противолодочных кораблей Балтийского флота.
После окончания Военной Академии Генерального штаба назначен начальником штаба, а с 1998 года — командиром 7-й оперативной эскадры кораблей Северного флота.
Являлся участником уникальной операции по постановке в док атомного подводного ракетного крейсера «Курск».
В 2004 году уволен в запас по возрасту.
В том же году начал работать в бизнес-структуре — стал членом совета директоров ЗАО «Абсолют», являющегося субподрядчиком по проведению судостроительных и судоремонтных работ.
С 2015 года — преподаватель Военно-морской академии имени Адмирала Флота Советского Союза Н. Г. Кузнецова.
Является помощником председателя Комитета Государственной Думы по обороне, курирует вопросы трудоустройства военнослужащих, уволенных в запас.
Прославился своими высказываниями, многочисленные выражения превратились в афоризмы.

## Награды и звания
- Орден «За военные заслуги»
- Орден «За службу Родине в Вооружённых Силах СССР» 2-й и 3-й степени,
- Контр-адмирал (1993 г.)
- Вице-адмирал (1999 г.)
- Почётная грамота Совета Министров Республики Беларусь (24 июля 2003 года) — за укрепление дружеских связей между Республикой Беларусь и Российской Федерацией, обеспечение обороноспособности Союзного государства[6]